# Яхново (Ленинградская область)
Яхново — деревня в Колчановском сельском поселении Волховского района Ленинградской области.

## История
Деревня Яхнова упоминается на карте Санкт-Петербургской губернии Ф. Ф. Шуберта 1834 года.

ЯХНОВО — деревня принадлежит штык-юнкерше Головиной, число жителей по ревизии: 29 м. п., 36 ж. п. (1838 год)

На карте Ф. Ф. Шуберта 1844 года она отмечена как деревня Яхнова.

ЯХНОВА — деревня полковника Гертова, по просёлочной дороге, число дворов — 10, число душ — 37 м. п. (1856 год)

ЯХНОВО — усадьба владельческая при реке Сяси, число дворов — 1, число жителей: 3 м. п., 6 ж. п.

ЯХНОВО — деревня владельческая при реке Сяси, число дворов — 15, число жителей: 34 м. п., 43 ж. п.; Часовня православная. (1862 год)

В 1868 году временнообязанные крестьяне деревни выкупили свои земельные наделы у А. Н. Гертовой и стали собственниками земли.

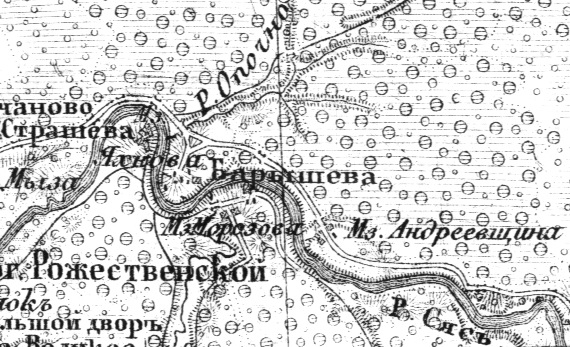
Деревня Яхнова на карте Ф. Ф. Шуберта 1872 года

Согласно материалам по статистике народного хозяйства Новоладожского уезда 1891 года имение при селении Яхново площадью 753 десятины принадлежало присяжному поверенному П. В. Воронину, имение было приобретено в 1888 году за 5000 рублей.
В конце XIX — начале XX века деревня административно относилась к Хамонтовской волости 2-го стана Новоладожского уезда Санкт-Петербургской губернии.
По данным «Памятной книжки Санкт-Петербургской губернии» за 1905 год деревня Яхново входила в Хамонтовское сельское общество.
Согласно военно-топографической карте Петроградской и Новгородской губерний издания 1915 года деревня называлось Яхнова.
С 1917 по 1927 год деревня Яхново входила в состав Яхновского сельсовета Хомонт-Колчановской волости Волховского уезда.
С 1927 года в составе Волховского района.
С 1928 года в составе Колчановского сельсовета. В 1928 году население деревни Яхново составляло 173 человека.
По данным 1933 года деревня Яхново входила в состав Колчановского сельсовета Волховского района.
С 1946 года в составе Новоладожского района.
В 1958 году население деревни Яхново составляло 119 человек.
С 1963 года в составе Волховского района.
По данным 1966, 1973 и 1990 годов деревня Яхново также входила в состав Колчановского сельсовета.
В 1997 году в деревне Яхново Колчановской волости проживал 31 человек, в 2002 году — 19 человек (русские — 95 %).
В 2007 году в деревне Яхново Колчановского СП — 34, в 2010 году — 45 человек.

## География
Деревня расположена в центральной части района у перекрёстка автодорог А114 (Вологда — Новая Ладога) и 41К-056 (Сясьстрой — Колчаново — Усадище).
Расстояние до административного центра поселения — 5 км.
Расстояние до ближайшей железнодорожной станции Колчаново — 7 км.
Деревня находится  на правом берегу реки Сясь.

## Демография
| 1838 | 1862 | 1997 | 2002 | 2007 | 2010 | 2013 |
| ---- | ---- | ---- | ---- | ---- | ---- | ---- |
| 65   | ↗86  | ↘31  | ↘19  | ↗34  | ↗45  | ↗55  |
| 2017 |      |      |      |      |      |      |
| ↘38  |      |      |      |      |      |      |

### Национальный состав
Согласно данным Всероссийской переписи населения 2021 года в деревне проживали 24 человека, из них:
 русские — 22,  таджики — 2 человека.

## Улицы
Дачная, Песочная, Тихвинская.